# Bathory (album)
| Recensione                       | Giudizio |
| -------------------------------- | -------- |
| AllMusic                         | [ 1 ]    |
| Collector's Guide to Heavy Metal | [ 2 ]    |
| Piero Scaruffi                   | [ 3 ]    |

Bathory è il primo album in studio del gruppo musicale black metal svedese Bathory, pubblicato nel 1984 dalla Tyfon Grammofon. È ritenuto, da molti fan e critici musicali, il primo album pienamente di genere black metal ad essere stato pubblicato.

## Il disco

### Antefatto e registrazione
I Bathory si erano formati nel 1983. Il frontman della band, Quorthon, lavorava part-time per una piccola etichetta discografica di nome Tyfon. Alla fine del 1983 e all'inizio del 1984, l'etichetta stava preparando una compilation di brani di gruppi metal scandinavi. Tuttavia, all'ultimo minuto, una delle band diede forfait. La Tyfon accettò che venisse sostituita dai Bathory nella compilation, e quindi il gruppo in gennaio registrò appositamente due canzoni, Sacrifice e The Return of the Darkness and Evil. L'album, Scandinavian Metal Attack, venne pubblicato nel marzo 1984 e fu la prima apparizione su disco dei Bathory. Con grande sorpresa di tutti, oltre il 95% delle lettere inviate dai fan alla Tyfon dopo l'uscita della compilation, erano dedicate ai Bathory. Così la Tyfon chiese alla band di incidere un album completo. Dato che nel frattempo i suoi compagni di gruppo se ne erano andati, Quorthon reclutò Rickard Bergman come bassista e Stefan Larsson alla batteria. Il 22 maggio 1984, la band si ritrovò per la prima ed unica volta in studio per provare insieme prima della registrazione dell'album. Qui incisero i brani Satan My Master e Witchcraft, che sarebbero apparsi in seguito nella raccolta Jubileum Volume III.
Il 14 giugno la band entrò negli Heavenshore Studio, ovvero il garage della casa di Quorthon a Stoccolma, per incidere l'album di debutto. Lo studio era equipaggiato con un banco di missaggio a otto piste realizzato in maniera amatoriale. A causa delle ristrettezze di budget, il gruppo dovette registrare alla svelta – e il tutto, compreso il missaggio, fu terminato in 32-56 ore.

### Copertina
Originalmente stampato con un pentacolo sulla copertina è chiamato Pentagrammaton o Pentagon, questo venne spostato sulla copertina posteriore e l'illustrazione principale divenne un disegno ritoccato di un caprone satanico, originariamente realizzato da Joseph A. Smith nel 1981 per il libro Streghe (Witches) di Erica Jong, e stampato in sole 1000 copie in vinile. Nel 1990 venne ristampato con l'attuale copertina e l'attuale lista tracce. Infatti nell'edizione in vinile non comparivano le canzoni Storm of Damnation (Intro) e Outro pur essendo presenti nel disco.
Il caprone sulla copertina, preso dal disegno di Joseph Smith, avrebbe dovuto essere stampato in color oro, tuttavia, a causa della scarsità di fondi, si optò per un semplice giallo. Secondo quanto riportato nel libro Swedish Death Metal, Quorthon pensava fosse "orribile", e dopo le prime 1000 copie si passò al semplice bianco e nero. La copertina con il disegno stampato con inchiostro giallo è diventata un ricercato oggetto per collezionisti, ed è conosciuta con il nome "Gula Geten" ("Il caprone giallo").

### Stile musicale
Daniel Ekeroth, autore del libro Swedish Death Metal, descrisse lo stile dell'album "fondamentalmente un misto del satanismo rock dei Venom e dell'energia del thrash metal di San Francisco". Mentre il leader dei Bathory Quorthon afferma di non aver mai ascoltato i Venom prima della registrazione dell'album e di essersi ispirato invece a Black Sabbath, Motörhead e GBH, l'ex batterista Jonas Åkerlund dichiarò che i Bathory agli inizi si ispiravano "esclusivamente" ai Venom.

## Tracce
Side Darkness
1. Storm of Damnation (Intro) - 3:06
2. Hades - 2:45
3. Reaper - 2:44
4. Necromansy - 3:40
5. Sacrifice - 3:16

Side Evil
1. In Conspiracy with Satan - 2:29
2. Armageddon - 2:31
3. Raise the Dead - 3:41
4. War - 2:15
5. Outro - 0:22

## Formazione
- Quorthon – voce, chitarra
- Rickard Bergman (Ribban) – basso
- Stefan Larsson – batteria